# جزيرة سادولانغ الكبرى
جزيرة سادولانغ الكبرى وهي جزيرة من جزر إندونيسيا، وتقع ضمن جزر كانغيان في إقليم جاوة الشرقية.